# Juliusz Znamierowski
Juliusz Stefan Znamierowski (ur. 29 grudnia 1912 w Warszawie, zm. 1 lutego 1998) – polski prozaik i scenarzysta telewizyjny.
Był uczniem Państwowego Gimnazjum im. Stefana Batorego w Warszawie. Ukończył Szkołę Główną Handlową w Warszawie. W latach 1935–1937 był pracownikiem Biura Studiów polskiego Radia. Brał udział w kampanii wrześniowej. W czasie okupacji był nauczycielem języka angielskiego. W latach 1947–1949 był konsulem generalnym w Bratysławie na Słowacji. Od 1949 roku mieszkał w Warszawie. W tym też roku debiutował jako pisarz na łamach tygodnika "Świat i Polska". W 1982 wydał powieść science fiction Pożeracz ciepła.
W latach 1945–1948 był członkiem PPS, w latach 1948–1958 i 1964–1981 należał do PZPR. Był odznaczony m.in.: Krzyżem Kawalerskim Orderu Odrodzenia Polski, Złotym Krzyżem Zasługi, Medalem za Odrę, Nysę, Bałtyk, Brązowym Medalem „Za zasługi dla obronności kraju”, Medal Zwycięstwa i Wolności 1945 i odznaką Zasłużony Działacz Kultury.

## Twórczość
- Vulkan AG
- Zielone światło
- Trzynasty rejs
- Jutro będę młodszy
- Trzecia twarz miasta
- Duży karaluch
- Pożeracz ciepła
- Gdzie będę tak potrzebny